# Халк (фракција)
Халк ("масе" или "народ" на паштунском) била је фракција комунистичке Народне демократске партије Авганистана. Његови де факто вође били су Нур Мухамад Тараки (1967–1979), Хафизула Амин (1979) и Сајед Мохамед Гулабзој (1979–1990). Подржавао ју је Совјетски Савез а формирана је 1965. године. Партију су сачињавали углавном Паштуни из неелитних класа. Ипак, њихов марксизам је био стран и одбојан авганистанским племенима. Халк је била су супарништву са другом комунистичком фракцијом, Парчам. 

## На власти (април 1978 – децембар 1979)
Влада Халка је спроводила радикалне реформе након Саур револуције, што је довело до побуне међу становништвом Авганистана.
Парчамисти су у септембру 1978. године извршили неуспешан пуч против Халка, након чега је уследио обрачун. Крајем октобра, Амин је извршио војни напад на побуњенике, победоносно протеравши 40.000 људи – углавном небораца – преко границе у Пакистан. Крајем 1979. било је 400.000 афганистанских избеглица, углавном у Пакистану. СССР је покушао ублажити радикализам Халкиста, подстичући посећивање џамија, укључивање Парчамиста и некомуниста у владу и заустављање непопуларног покрета аграрне реформе. Већина ових савета је игнорисана. Последњи вођа Халка, Хафизулла Амин, убијен је након што су совјетске обавештајне снаге преузеле контролу над владом и на његово место поставиле Бабрака Кармала, Парчамиста.
Исте године избио је грађански рат, а годину дана касније, 1979, совјетска војна инвазија Авганистана.

## Раздобље од 1979. до 1992.
Након што је 40. совјетска армија напустила Авганистан, власт председника Мохамеда Наџибула знатно је ослабила. Том су приликом Халкисти видели прилику да се поновно врате на власт. У децембру 1989, 127 војних официра Халкиста ухапшено је због покушаја пуча. 27 полицајаца је побегло и касније се појавило на конференцији за новинаре с Гулбудином Хекматјаром у Пешавару. Бивши министар племенских питања Бача Гул Вафадар и министар цивилног ваздухопловства Хасан Шарк били су међу уротницима. У марту 1990, муџахедински вођа Гулбудин Хекматјар поновно је сарађивао у покушају државног удара, овај пут предвођен од стране халкистичког министра одбране Шахнаваза Танаја. Танаја су очито подржали и они важни Халкисти који су остали у Политбироу, Асадула Сарвари и Мохамед Гулабзој, односно изасланици своје земље у Адену и Москви. Речено је да су били блиско повезани с државним ударом и с генералом Танајем. Међутим, Танај није имао изравну контролу над трупама унутар Кабула. Урота је затајила и пропала због неисправних комуникација. Сарвари и Гулабзој су одмах избачени из странке.

## Авганистански грађански рат 1992—1996.
На крају се део бивших Халкиста удружио с талибанима а део с другим муџахединским господарима рата након пада владе председника Наџибуле у априлу 1992. године. Савршен пример за то био је, након што је Кабул заузет, Гулбудин Хекматјар добио подршку већинских паштунских тврдолинијаша Халкиста, укључујући министра унутарњих послова Раза Мохамада Пактина и тадашњег министра одбране Мохамеда Аслама Ватањара. Још један пример тога је чињеница да је генерал Танај(према западним дипломатским изворима) талибанима дао вешт кадар војних официра.
На тај је начин халкистичка фракција поновно била укључена у нови грађански рат, користећи сопствене пилоте за летење на ловцима МиГ-21 и Сухој из остатака авганистанских ваздушних снага, возећи совјетске тенкове и користећи совјетску артиљерију. Без централне владе и борбе за различите скупине, Халк је био само пион у авганистанском грађанском рату између авганистанске Северне Алијансе и талибана.